# 센토사 익스프레스
센토사 익스프레스(영어: Sentosa Express, 중국어: 圣淘沙捷运, 타밀어: செந்தோசா எக்ஸ்பிரஸ், 말레이어: Sentosa Ekspres)는 싱가포르의 싱가포르섬과 센토사섬을 맺고 운영되는 모노레일이다.
센토사 디벨로프먼트 코퍼레이션이 소유하고 운영하며, 모노레일은 한 방향으로 시간당 최대 4,000명의 승객을 이동할 수 있다.

## 역
- 비보시티 역 (VivoCity)

비보시티 3층에 연결되어 있다. 본래 이름은 센토사 역 (Sentosa)이었다.
- 리조츠 월드 역 (Resorts World)

본래 이름은 워터프런트 역 (Waterfront)이었다.
- 임비아 역 (Imbiah)
- 비치 역 (Beach)

## 같이 보기
- 센토사섬
- 센토사 모노레일